# Christian Bastholm
Christian Bastholm, (2. november 1740 i København– 25. januar 1819), var en dansk præst og teolog. Faderen, Hans Bastholm (død 1798), var kontorchef i Søkommissariatet; moderen hed Clara, født Hosum. 

## Ydre liv og karriere
I året 1759 blev han fra Københavns Skole dimitteret til Københavns Universitetet, hvor han ønskede at studere filosofi og naturvidenskab; men for at føje sin fader tog han 1761 teologisk embedseksamen; af professorerne hørte han kun Peder Rosenstand-Goiske, der helbredede ham for det hang til fritænkeri og tvivlesyge, han havde begyndt at nære. Efter at han havde taget eksamen, kastede han sig atter over sine yndlingsstudier. Men i året 1765 tilbød missionskollegiets formand, grev Otto Thott, ham pladsen som præst ved den tyske menighed i Smyrna; den danske regering havde nemlig 1762 påtaget sig at forsyne denne menighed med en præst, der lønnedes med omkring 500 rigsdaler, som udredtes af missionskassen og Waisenhuset. Han fik dog først dette embede to år efter, men i mellemtiden vendte han tilbage til det teologiske studium og skrev flere teologiske afhandlinger. 
I årene 1768 – 1771 levede han i Smyrna under store savn og i vanskelige Forhold; men han trøstede sig med stoikernes filosofi, thi "han havde ganske indsuget deres Lære om Skæbnen og forenede den saaledes med de kristnes Lære om Forsynet, at han aldrig ganske tabte sin Standhaftighed". Efter sin hjemkomst blev han 1772 præst ved Citadellet, og han ægtede da Rosenstand Goiskes datter Ingeborg Foss Rosenstand Goiske; da hun var død 1777, ægtede han, efter i 12 år at have levet som enkemand, Tyge Rothes datter Karen Margrethe (født 1765 død 1829). 
I året 1777 blev han sognepræst til Sankt Olai Kirke i Helsingør, 1778 første hofprædikant og 1782 kongelig konfessionarius. I året 1800 tog han paa grund af svagelighed sin afsked og levede hos sin søn, Hans Bastholm, der var præst i Slagelse, til 1810, da han flyttede til København, hvor han døde 25. januar 1819. Han blev begravet på Assistens Kirkegård.

## Reformiver
Der har næppe været nogen tid, hvor der har været en stærkere og mere almindelig trang til reformer end den sidste fjerdepart af det 18. århundrede. Og om der end i Danmark ikke var mange, som ønskede politiske forandringer, så var der så meget større iver for de sociale og kirkelige. På dette sidste område blev Bastholm en af de ivrigste talsmænd for fremskridt og udvikling. Det var også utvivlsomt, at der trængtes hertil; der havde udviklet sig en stor ligegyldighed for kirken og for kristendommen i det hele. Den gamle salmesang og prædiken forekom den tids Mennesker at være stivnede i former, som de fandt overmåde lidet tiltalende. Bastholms største betydning er også, at han er bleven den danske prædikekunsts reformator eller, om man vil, fader; thi det er egentlig ham, der først har bragt retorikken på prædikestolen. Det er ret betegnende, at det første veltalenhedsværk, han udgav, var en Lovtale over Messias (1770). Han var så overbevist om den virkning, retorikken ville gøre, at intet var ham så højt og helligt, at det jo kunne være tjent med at smykkes med dens blomster. 

## Prædikekunst og prædikesamlinger
Men Bastholms hovedskrift i denne henseende er Den gejstlige Talekunst (1775). I denne bog vil han vejlede præsterne til en smagfuld optræden og et foredrag, der undgår at 
forsynde sig imod talekunstens regler, så de kunne opnå det, som er dennes formål, at vinde tilhørernes bifald. Men som allerede målet er sat for lavt, således er også de midler, hvorved det skal nåes, for små. Vel kunne en sådan lærebog ikke give nogen den tro, der skal være prædikenens grundvold, eller den begejstring, der kan henrive tilhørerne; men Bastholm forudsætter slet ikke en sådan grundvold; han går ud fra, at den, der vil tage hans regler til følge, derved vil opnå at blive en god prædikant. Men selv om alle disse regler for anvendelsen af troper og figurer, for synekdoke, metononymi, autonomasi osv. osv. var rigtige, hvad de vistnok ingenlunde alle er, ville den prædikant, der ville følge dem, sikkert tilsætte al sandhed og naturlighed, og hans prædiken ville blive skønsnak og floskler. 
Dette undgik Bastholm heller ikke selv; han var den mest beundrede prædikant i København og har udgivet adskillige prædikensamlinger. Det kan i det mindste om de ældre af dem ikke siges, at de er rationalistiske; der er vel tilbøjelighed til at komme med fortolkninger efter tidens Vis; men på den anden side prædikes også f.eks. opstandelsen i de bestemteste udtryk. Men det er ikke indholdet, der er ham hovedsagen, men formen; der er anvendt den største kunst på ved denne at kunne henrive tilhørerne, og når dette var nået, havde prædikenen udrettet, hvad den skulle.

## Rationalismen
Som tonen er i Bastholms prædikener, således er den også i hans talrige skrifter; i de ældre af disse angriber han ikke kirkelæren selv, men han tager dens støtter bort ved sin rationaliserende bibelfortolkning, f.eks. når han i sit Nye Testament med Anmærkninger (1780) forklarer de første vers af Johannesevangeliet således, at han ved "Ordet" blot vil forstå Guds skabende kraft, en forklaring, han dog straks tog tilbage, da den fremkaldte modsigelse og måske også vakte Ove Høegh-Guldbergs opmærksomhed. 
En lignende holdning over for kirkelæren indtager han i en populær dogmatik, Den kristelige Religions Hovedlærdomme til almindelig Opbyggelse (1783). Heller ikke her vil han forkaste sådanne hemmeligheder som Treenighedslæren, men han fremhæver stærkt, ikke blot, at den er utilgængelig for fornuften, men også, at den kun har liden praktisk betydning, og at det var ønskeligt, om man ville holde op at bruge sådanne ubibelske udtryk, der desuden kun lede tanken på afveje. Ligeledes er dåben vel en pagt med Gud; men når der i skriften tales om, at vi i dåben renses fra vore synder og fødes på ny, så er det kun billedlige talemåder, der antyde den sædelige renhed, som dåben forpligter til. 
Således nærmer Bastholm sig alle vegne til det, som siden blev den egentlige rationalismes hovedgrundsætning, at bibelen, når den fortolkedes ret, måtte stemme overens med fornuften.
Men langt videre gik han på denne vej i sine senere skrifter (Den Hensigt, den kristelige Religions Stifter havde med sine Bestræbelser for Verden, 1793; Visdoms og Lyksaligheds Lære, 1794). Jesu plan var at oplyse, forbedre og saliggøre menneskene, netop det samme, som Bastholm ville. Jesus ville "ophæve Farisæismen, afskaffe Offer dyrkelsen, indføre Troen paa én Gud og Sjælens Udødelighed". "Om Pligterne har han ikke lært andet, end de hedenske Filosofer" osv. Da var det nær ved, at foreningen mellem stoicismen og kristendommen, som den havde dannet sig hos ham i ungdommen, var opløst. Tidens strøm havde bortført det meste af det kristelige, og når der blev tale om, hvad der havde praktisk betydning for Livet, var det de filosofiske lærdomme.

## Liturgifejden
Men Bastholm ville ikke blot påvirke sin tid ved sin prædiken og sine skrifter; han tog også ivrig del i arbejdet for mere praktiske reformer. En sådan, som den gang ansås for særdeles påtrængende, var liturgiens forbedring. Som det var gået med prædikenen og salmerne, var det også gået med den øvrige gudstjeneste; de rationalistiske præster havde vendt sig fra den, og det var både Bastholms og mange andres mening, at den trængte hårdt til at blive tilpasset tidsånden. Begyndelsen var alt gjort ved indførelsen af en ny dåbsformular i 1783, og biskop Nicolai Edinger Balle, der havde forfattet denne, arbejdede på ogsaa at forandre de øvrige formularer. Da udgav Bastholm 1785 Forsøg til en forbedret Plan i den udvortes Gudstjeneste. Vi finder her de samme Anskuelser, som ovenfor er udviklede. Det er ikke religionens væsen, men dens form, der skal forandres; gudstjenesten skal være kort, afvekslende og interessant; menighedens deltagelse skal vækkes ved, at den skal knæle under bønnerne, og ved hyppige svar. Men i øvrigt skal alt omgøres på den radikaleste måde og
egentlig således, at det særlig kristelige bliver borte, og kun det, der har moralsk betydning, bliver stående. Størst forargelse vakte det, at han ville indføre et litani, der skulde ende med 5. Mosebog 27, 26: "Forbandet være den, som ikke holder Ordene i denne Lov og gjør derefter". Dette blev også udeladt, da der kom en ny udgave af skriftet. 
Dette skrift vakte en stor opsigt og fandt både levende bifald og stærk modsigelse; det fremkaldte en hel litteratur af for største delen meget mådelige pjecer, og var end de fleste af de afgivne stemmer for Bastholm, så var de vægtigste imod ham. Mellem disse var biskopperne Balle og Johan Nordahl Brun de betydeligste. Balle ønskede, som før er omtalt, selv en liturgisk reform; men han blev øjensynlig forfærdet ved at se, i hvilken retning så anset en mand som Bastholm ønskede, at den skulde gå. Han skrev da Vej til Hæderlighed for gejstlige, hvor han bekæmpede Bastholm, dog uden at nævne ham. Det dygtigste af modskrifterne var J. N. Bruns Vore gamle Kirkeskikke forsvarede mod Hr. Konfessionarius Bastholm. Han påviser også grunden, hvorfor hele dennes forslag måtte afvises fra et kirkeligt synspunkt, nemlig fordi det ikke var udsprunget af nogen trang hos de virkelig troende eller af omsorg for disse, men kun tilsigtede at gøre gudstjenesten mindre anstødelig for dem, der ikke brød sig om den. "De fornuftig tænkende kristne2, skriver Brun, "komme nu mest i Betragtning; men de enfoldig troende kristne komme mest i Betragtning i Guds Rige."

## Lærebog
Som Bastholm her var kommet Balle i vejen, således gik det atter, da han et halvt års tid efter, at Balle havde ansøgt om tilladelse til at udarbejde en ny lærebog, skrev en Religionsbog for Ungdommen (1785). Det er egentlig stilrettelser, han her vil indføre. Hvorfor skal man ikke i steden for lys, mørke, den gamle Adam osv. sige: Kundskab, vankundighed, medfødt vanart? Evangeliet er fornødent for at erstatte det manglende i menneskets dydige stræben efter lovens opfyldelse og for at berolige den alt for ængstelige
samvittighed osv. Det mest bemærkelsesværdige ved bogen er egentlig, at den har opgivet katekismusformen og indført en slags systematisk orden. I begyndelsen syntes Balle også her at ville stille sig i opposition, i det han udgav Luthers lille Katekismus; men da skolekommissionen, af hvilken både Balle og Bastholm var medlemmer, ønskede at udarbejde en lærebog, sloge de to Mænd sig sammen og udgav 1790 et forsøg til en sådan; heri foretoges der nogle små forandringer, hvorefter den såkaldte Balles lærebog udkom 1791. Denne kan for så vidt med rette kaldes således, som det er øjensynligt, at Balle har haft størst indflydelse på indholdet; men den systematiske form, som Bastholm havde indført, var bibeholdt.
Som Bastholm således har udtalt sig om næsten alle de spørgsmaal, der satte hans tid i bevægelse, således har han i et lille skrift: Korte Tanker til nærmere Eftertanke over den gejstlige Stand (1794) sagt sin mening om, hvorledes denne, der nu ansås for "byrdefuld, unyttig og skadelig", kunne blive nyttigere. Det var just en af de ting, som lå oplysningens venner på hjerte, hvorledes de skulle få præsterne i dens tjeneste. Bastholm fandt, at fejlen lå i den måde, hvorpå de uddannedes. Dog var det nødvendigt, at købstadspræsterne fik en videnskabelig teologisk dannelse; men landsbypræsterne burde lære fysik, kemi og alt, hvad der henhørte til landøkonomien. Det ubibelske navn præst burde desuden ombyttes med folkelærer. 

## Strid mod vantroen
I den strid mod vantroen, som hans samtidige Balle førte så mandig, deltog Bastholm på sin vis med et lille skrift: Tanker om vor Tids Fremgangsmaade for at befordre den religiøse Oplysning (1796). Hvor nær end Bastholm stod den retning, som i disse år førte det store ord i litteraturen, var det ham dog højlig imod, når der spottedes over kristendommen; men på den anden side var det jo også vanskeligt at indtage noget fast standpunkt over for spotterne, når man forholdt sig så kølig og tvivlende til kirkens hovedlærdomme, som tilfældet var med ham. 
I det nævnte skrift søger han at klare sit standpunkt i denne henseende. Han indrømmer, at der måske vil komme en tid, da folket bliver oplyst nok til at undvære bibelens autoritet; men man må først oplyse folk; endnu er det farligt at tage troslærdommene fra dem, da de behøver dem til deres sinds ro. Således kunne præster, der ikke selv tror på forsoningslæren, anvende denne til deres medmenneskers saliggørelse, fordi de indser, at de trænger til den, at den gode kristne ikke kan undvære den. Det er en sjælelægedom, hvortil han en gang er vant. Bastholm mener, at de lærere, der bærer sig således ad, langtfra kunne dadles som bedragere, men bør roses som kloge kristne. 
Men da Bastholm udgav dette skrift, havde vantroen og fritænkeriet allerede gjort så store fremskridt, at deres talsmænd erkendte, at de ikke kunne forliges med skriften, selv om den nok så meget fortolkedes i deres retning, eller med kristendommen, om dens talsmænd var aldrig så villige til at lempe den efter tidens Anskuelser. Otto Horrebow, forfatteren af det den gang ansete tidsskrift Jesus og Fornuften, som just nu begyndte at udkomme, skrev et lille skrift med titelen: Er det en kristelig Lærers Pligt at lyve for Almuen? Et Spørgsmaal Dr. Bastholm helliget, og her var retten unægtelig på Horrebows Side.
Efter at Bastholm i 1800 havde taget sin afsked, optrådte han ikke oftere som teologisk eller kirkelig skribent. Men han udgav en historisk-filosofisk undersøgelse om de ældste folkeslags religiøse og filosofiske meninger (1802), Historiske Efterretninger til Kundskab om Mennesket i dets vilde og raa Tilstand (1803-4) og endelig et par bøger om den stoiske filosofi, blandt andet en oversættelse til dansk af den romerske kejser Marcus Aurelius' Leveregler for sig selv (1805).

## Eftertidens bedømmelse
Bastholm har sin betydning som prædikant og som forfatter. Han må i begge egenskaber bedømmes efter den tid, hvori han levede, og efter de fejl, hvorimod han opponerede. Han har utvivlsomt bidraget til, at smagløsheden i sin gamle skikkelse ikke vovede sig så dristig frem på prædikestolene som tidligere; men til gengæld har han indført en retorik, der var mere skikket til at dække mangelen på virkeligt indhold og sand følelse end til at udtrykke klare og simple tanker. 
Hans skrifter fandt, mens han levede, stor udbredelse; de fleste blev oversatte på svensk, adskillige på tysk, hans Gejstlige Talekunst blev indført som lærebog ved højere læreanstalter i Østrig. Når alle disse skrifter nu er glemte, deler forfatteren kun skæbne med mange andre, der var betydeligere mænd end han; det er få, hvem det er givet at være noget for andre end deres samtid. Men når han, der altid beflitter sig på at optræde humant og dømme mildt og hensynsfuldt, dog forekommer os at være så umoden i de forslag, han gør, og når han bliver allermest smagløs, hvor han vil tale den gode smags sag, da må grunden hertil søges i, at han mangler en livsanskuelse; han svæver mellem to grundforskjellige og uforligelige standpunkter, og det er en illusion, når han tror at have forenet dem.